# Vessige sogn
Vessige sogn i Halland, Sverige var en del af Årstad herred og har været en del af Falkenbergs kommun siden 1971. Vessige distrikt dækker det samme område siden 2016. Sognets areal er 60,81 kvadratkilometer, heraf 58,02 land  I 2020 havde distriktet 714 indbyggere. En del af landsbyen Vessigebro ligger i sognet.
Navnet blev første gang registreret som Væsøghæ i 1288. Den første del af navnet kommer muligvis fra et tidligere navn på Lillån. Den anden del er høj, muligvis fra den højde, hvor Vessige Kirke står.  Antallet indbyggere har været nogenlunde stabilt siden 1980 (da sognet havde 721 indbyggere).
Der er et naturreservat i sognet: Skattagård. I sognet er der en slotsruin, Sjønevadsborg , som ligger på en ø i Sjønevadssjøn.